# Invasione mongola della Rus' di Kiev
L'invasione mongola della Rus' di Kiev (1237-1480) fu la conquista da parte dei tataro-mongoli del Paese noto come Rus' di Kiev, sorto nel X secolo.
I tataro-mongoli penetrarono nei territori rus' a partire dal 1223, e mantennero la loro influenza fino al 1480. Lo Stato da essi fondato, nelle steppe oggi russe e ucraine, è conosciuto come Khanato dell'Orda d'Oro. L'invasione mongola fu un evento di grande importanza nella storia russa, in quanto contribuì alla trasformazione dei principati di tipo feudale, fondati dall'aristocrazia variaga (ormai completamente slavizzata), in uno Stato unitario, retto da un governo autocratico.

## La fase della conquista

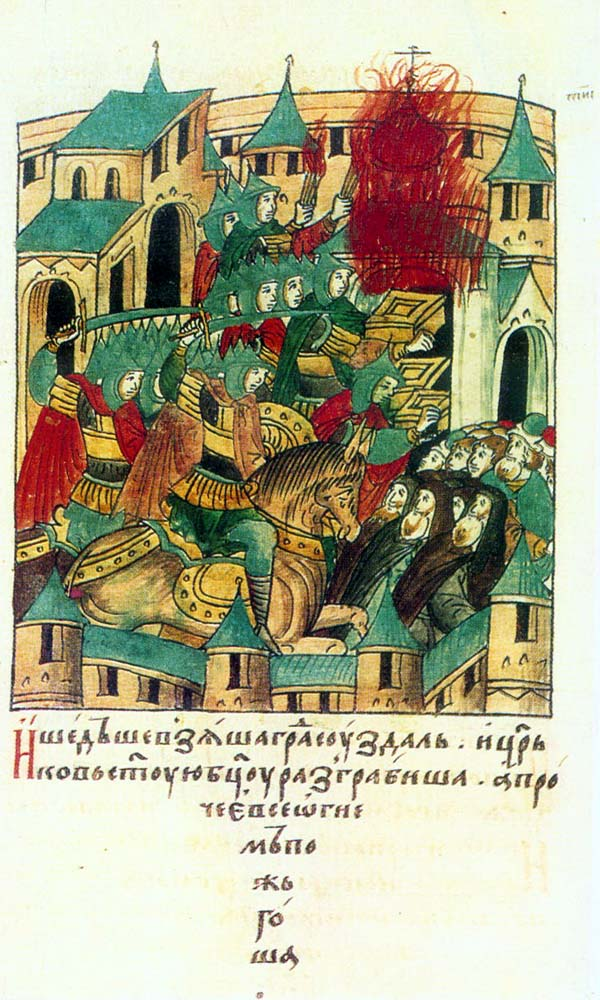
Rappresentazione in una cronaca medievale di un attacco dei Mongoli ai danni della popolazione russa

La Rus' di Kiev dovette affrontare la minaccia mongola quando già si trovava in una fase di declino.
Nel 1223 un esercito del khan dei Cumani, affiancato da truppe di Rus', affrontò un esercito tataro-mongolo al comando di Jebe e Subedei sul fiume Kalka, ma venne sconfitto (battaglia del fiume Kalka).
Nel 1227 Gengis Khan (Temujin), fondatore del grande impero mongolo, morì, ma suo figlio Ögödei decise di lanciarsi nella grandiosa impresa della conquista dell'Europa (questa è l'ultima grande campagna militare descritta dalla Storia segreta dei Mongoli). Ögödei affidò il comando supremo a un nipote di Temujin, Bätü (nelle fonti russe Batyi), alle cui dipendenze vi erano proprio i due generali Jebe e Subedei, che già conoscevano il territorio russo.
Nel 1236-1238 un esercito molto più grande di quello del 1223 invase gran parte della Rus' di Kiev. Nel 1236 venne conquistata la regione della Volga. L'anno seguente venne conquistata la città di Rjazan' (sede del principato omonimo) e il villaggio (selo) di Mosca. Nel 1238, infine, venne conquistato il principato di Vladimir-Suzdal', il più importante all'epoca.
Le città conquistate venivano completamente rase al suolo e la popolazione era sterminata per terrorizzare le città vicine e per non avere il peso costituito dai prigionieri. Anche le campagne circostanti venivano incendiate: probabilmente i Tatari, civiltà nomade che rifiutava la città e l'idea stessa di insediamento stabile, volevano ricreare il loro habitat originario, la steppa.
La conquista dei Tataro-mongoli procedeva come un arco, da est a ovest, partendo sempre in direzione meridionale per poi risalire verso nord-ovest. Se fossero passati direttamente dalle regioni settentrionali, avrebbero incontrato foreste e fiumi impaludati, che rendevano difficoltosi gli spostamenti con carri e cavalli. In effetti, i Tataro-mongoli si muovevano anche con la neve, ma erano bloccati dal disgelo.
All'inizio del 1238 i Tataro-mongoli si trovavano a un centinaio di chilometri da Novgorod, ma già in marzo-aprile, all'inizio della stagione del disgelo, temendo di incontrare forte resistenza da parte dei Russi e di rimanere impantanati nel fango, decisero di ritirarsi.
L'anno seguente venne conquistata la regione del Don e della Crimea (ritirandosi da Novgorod, i Tataro-mongoli erano ripiegati verso sud).
Nel 1240, in pieno inverno (fine novembre - inizio dicembre) i Tataro-mongoli assediarono, conquistarono, saccheggiarono e distrussero la città di Kiev.
Soltanto le città di Novgorod e Pskov non furono distrutte. Aveva fine così l'organizzazione del territorio tipica della Rus' di Kiev. Dei principati da cui era costituito la Rus' di Kiev (Vladimir, Suzdal', Novgorod e altri), solo la Repubblica di Novgorod sfuggì all'occupazione ma dovette assoggettarsi al pagamento di un tributo.
Dopo aver conquistato Kiev, i Tataro-mongoli non pensavano assolutamente di fermarvisi: non volevano stabilirsi in una città, non interessava loro diventare sedentari. Conquistata la Rus' di Kiev, proseguirono la loro marcia verso ovest: Polonia (distruzione di Cracovia nel 1241), Boemia e Ungheria. Dopo queste conquiste in Europa orientale, tornarono indietro. Non si fermarono nella zona di Kiev (zona boscosa, che non ricreava le condizioni di vita dell'Asia orientale), ma si stabilirono nel basso corso della Volga, in particolare a Saraj (nella zona dell'attuale Volgograd), dove fondarono il Khanato dell'Orda d'Oro.

## La fase della dominazione: il Khanato dell'Orda d'Oro
In circa ottant'anni (dalla nascita di Temujin nel 1162 alla fondazione del Khanato dell'Orda d'Oro nel 1242) i Tataro-mongoli erano venuti a contatto con popolazioni sedentarie (Cinesi, Slavi, Persiani) e si sedentarizzarono.
Il Khanato dell'Orda d'Oro (il nome deriva dal fatto che la tenda del khan fosse coperta da lamine d'oro) all'inizio era semplicemente una provincia dell'immenso Impero mongolo; successivamente, sarebbe diventato un vero e proprio Stato indipendente. In teoria il khanato dell'Orda d'Oro comprendeva tutta la parte occidentale dell'Impero, anche se le regioni più occidentali, più periferiche rispetto a Saraj, avrebbero tentato per prime di emanciparsi dal giogo tartaro. Da Saraj i Khān tataro-mongoli governarono indirettamente sulla Rus' di Kiev attraverso i principi russi, che dovevano fare atto di vassallaggio, e attraverso i loro propri esattori delle tasse.
Primo khan dell'Orda d'Oro fu il generale Bätü, e per i primi cinquant'anni tutti i Khan furono scelti all'interno del clan dei Borjigin, per mantenere il legame con la dinastia di Gengis Khan. Durante questa prima fase stanziale, comunque, i Tataro-mongoli non cambiarono né il loro stile di vita (erano allevatori seminomadi) né la loro religione (lo sciamanesimo).
L'influenza dell'invasione mongola sui territori russi fu disuguale. Centri come Kiev non si ripresero più dalla devastazione dell'attacco iniziale. La Repubblica di Novgorod invece continuò a prosperare, e una nuova entità, la città di Mosca, iniziò a fiorire sotto i Mongoli diventandone il principale punto di riferimento. La situazione rimase immutata per quasi due secoli. Un esercito russo sconfisse l'Orda d'Oro a Kulikovo nel 1380 ma la dominazione mongola, assieme alle richieste di tributi, continuò all'incirca fino al 1480.
Gli storici hanno dibattuto a lungo sull'influenza che il dominio mongolo ha avuto sulla società russa. Gli invasori sono stati incolpati della distruzione del primo Stato russo, della frammentazione della nazionalità russa e dell'introduzione del concetto di "dispotismo orientale". D'altra parte, molti storici fanno notare che la decadenza della Rus' di Kiev era già iniziata prima dell'invasione, e che questa semplicemente ne accelerò l'evoluzione. Essi inoltre accreditano al regime dei Tataro-mongoli un ruolo importante nello sviluppo del Granducato di Mosca: sotto l'influenza mongola, ad esempio, la Moscovia sviluppò la sua rete di strade postali, il censimento, il sistema fiscale e l'organizzazione militare.
Anche la Rus' di Kiev, comunque, lasciò una potente eredità alla Russia moderna. I capi della dinastia rjurikide, di origine scandinava, avevano unificato un ampio territorio abitato da slavi orientali, in uno Stato importante, anche se instabile. Dopo che Vladimir ebbe accettato il cristianesimo ortodosso, la Rus' di Kiev venne a riunirsi sotto un'unica Chiesa e sviluppò una sintesi bizantino-slava della cultura, delle strutture statali e dell'arte. Alla periferia nord-orientale della Rus' di Kiev, queste tradizioni vennero adattate per formare lo stato autocratico russo.